# Antoni Jażdżewski

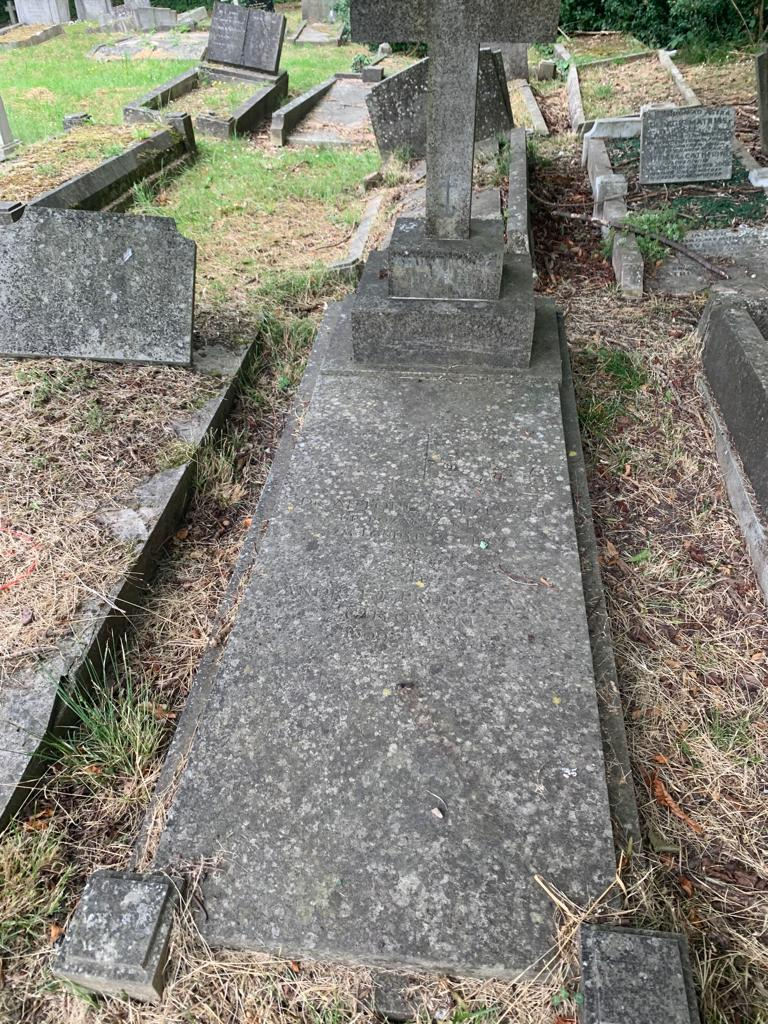
Grób Antoniego Jażdżewskiego

Antoni Jażdżewski (ur. 7 kwietnia 1887 w Poznaniu, zm. 9 maja 1967 w Londynie) – polski lekarz, dyplomata II Rzeczypospolitej.

## Życiorys
Ukończył studia medyczne. W czasie I wojny światowej służył w Armii Cesarstwa Niemieckiego, następnie w Wojsku Polskim jako kapitan lekarz (1918–1919). Od 19 czerwca 1920 pracował w Ministerstwie byłej Dzielnicy Pruskiej, 1 lutego 1922 przeszedł do Ministerstwa Spraw Zagranicznych, skierowany jako sekretarz legacyjny do poselstwa RP w Berlinie. Do centrali MSZ powrócił 1 stycznia 1924, został przydzielony do Departamentu Politycznego, w którym pracował do końca września 1930 (z wyjątkiem lat 1925–1927, gdy podczas urlopu bezpłatnego studiował na Wydziale Dyplomatycznym Szkoły Nauk Politycznych w Paryżu). 1 października 1930 został chargé d’affaires RP w Japonii jako radca legacyjny II kl. Odwołany z placówki 30 września 1933, pracował w Departamencie Politycznym MSZ, potem od 16 maja 1936 jako radca ambasady RP w Londynie.
1 sierpnia 1940 mianowany na stanowisko dyrektora Protokołu Dyplomatycznego MSZ w Londynie (Rząd RP na uchodźstwie). Od kwietnia 1943 pracował jednocześnie w Komisji Dyscyplinarnej przy Prezydium Rady Ministrów. W październiku 1944 uzyskał tytuł ministra pełnomocnego. Po wojnie pozostał na uchodźstwie w Wielkiej Brytanii. Zmarł 9 maja 1967 w Londynie. Został pochowany na Beckenham Cemetery (lokalizacja C1).

## Ordery i odznaczenia
- Krzyż Kawalerski Orderu Odrodzenia Polski (11 listopada 1934)[2]
- Medal Dziesięciolecia Odzyskanej Niepodległości
- Brązowy Medal za Długoletnią Służbę
- Komandor Orderu Wschodzącego Słońca (Japonia, 1933)[3]